# 1810

## Esdeveniments
Països Catalans
- Napoleó atorga la independència de Catalunya sota la tutela de França. Dos anys més tard l'annexionarà a França.
- 20 de febrer - Malla (Osona): l'exèrcit francès guanya la batalla de Vic durant la guerra del Francès.
- 23 d'abril - Margalef (Torregrossa) (Pla d'Urgell): les tropes catalanes van perdre la batalla de Margalef quan intentaven trencar el setge de Lleida durant la guerra del Francès.[1]
- 13 de maig - Al castell d'Hostalric, després de sis mesos de setge, 800 soldats que formaven part de la guarnició del castell es van poder escapar del setge de les tropes napoleòniques.
- 25 de maig - la Vall d'Aran: les tropes napoleòniques ocupen la vall (Guerra del Francès).
- 14 de setembre - la Bisbal d'Empordà (el Baix Empordà): les tropes napoleòniques hi sofreixen una gran derrota.
- 19 d'octubre - Cardona (Bages): Batalla de Sant Quintí a la Guerra del Francès. Victòria catalana contra els francesos.

Resta del món
- 27 d'abril - Caracas (Veneçuela): Veneçuela esdevé el primer estat d'Amèrica del Sud que proclama la seva independència de l'Imperi Espanyol.
- 18 - 25 de maig - Buenos Aires (Argentina): ciutadans armats fan fora el virrei i estableixen un govern provincial del país a la Revolució de Maig.
- 9 de juliol - Primera República Francesa - Napoleó Bonaparte s'annexa el Regne d'Holanda a l'Imperi Francès.
  - Rússia adquireix Sukhumi per un tractat amb els ducs abkhazos i declara que Abkhàzia és un protectorat rus.[2]
- 20 de juliol - Colòmbia: el país esdevé independent d'Espanya.
- 11 de setembre - Buenos Aires (l'Argentina): s'hi inaugura l'Acadèmia de Matemàtiques.
- 16 de setembre - Dolores Hidalgo (Estat de Guanajuato, Mèxic) el capellà del poble va promoure que els seus feligresos s'aixequessin en armes contra les autoritats de Nova Espanya mitjançant el Grito de Dolores que en l'actualitat encara es recorda mitjançant una festa nacional.
- 12 de novembre, Villel (Comunitat de Terol, Aragó): l'exèrcit napoleònic va guanyar l'Acció de la Fuensanta durant la guerra del Francès i van saquejar el santuari.

## Naixements
Països Catalans
- Vic: Marià Aguilar i Casadevall, bibliotecari episcopal (m. 1883).
- 1 de gener, Gandia: Manuel Climent i Cavedo, organista i compositor valencià (m. 1870).
- 28 d'agost, Vic: Jaume Balmes i Urpià, filòsof, teòleg i clergue catòlic català.
- 27 de novembre, Moià: Gervasi Costa i Llobateras, divulgador científic i sacerdot (m. 1851).
- 22 de desembre, Sabadell: Feliu Llonch i Mates, industrial tèxtil català.

Resta del món
- 27 de gener: Tomás Gomensoro, president de l'Uruguai (m. 1900).
- 1 de març: Frédéric Chopin, compositor polonès (m. 1849).[3]
- 20 de març - Carpineto Romano, Estats Pontificis (Imperi Francès): LLeó XIII, nom que va adoptar el cardenal Vincenzo Gioacchino Pecci quan va esdevenir el 256è Papa de l'Esglesia Catòlica (m. 1903)[4]
- 23 de maig - Cambridge, Massachusettsː Margaret Fuller, filòsofa, periodista estatunidenca, activista pels drets de les dones (m.1850).[5]
- 8 de juny, Zwickau, Saxònia, Alemanya: Robert Schumann, compositor alemany.[6]
- 9 de juny, Königsberg, Prússia: Carl Otto Nicolai, compositor prussià (m. 1849).[7]
- 23 de juny, Viena: Fanny Elssler, ballarina austríaca (m. 1884).[8]
- 5 de juliol, Bethel, Connecticut (EUA): Phineas Taylor Barnum va ser un empresari i artista circense estatunidenc (m. 1891).[9]
- 10 d'agost: Lorenzo Batlle y Grau, president de l'Uruguai (m. 1887).
- 12 d'octubre, Papari, Rio Grande do Norte: Nísia Floresta, educadora brasilera, pionera feminista a Brasil (m. 1885).[10]
- 11 de desembre, París (França): Alfred de Musset, poeta, autor dramàtic i novel·lista francès (m. 1857).[11]
- 17 de desembre, San Fernando, (Cadis): Francisco Serrano Domínguez, militar i polític espanyol. Fou President del consell de Ministres diversos cops durant la Primera República Espanyola I també fou el cinquè i últim president del govern espanyol de la Primera República Espanyola (m. 1885).

## Necrològiques
Països Catalans
- 22 de gener, Figueres (Alt Empordà): Mariano Álvarez de Castro, militar que encapçalà la defensa del Setge de Girona de 1809

Resta del món
- 24 de febrer, Londres, Anglaterra): Henry Cavendish, físic i químic britànic (n. 1731).
- 9 de març, Diepoldshofen: Joseph Bullinger, teòleg i jesuïta.
- 19 de juliol, Schloss Hohenzieritzː Lluïsa de Mecklenburg-Strelitz, reina de Prússia (n. 1776).[12]

- 2 de desembre, Hamburg, Alemanya: Philipp Otto Runge, representant del primerenc romanticisme pictòric alemany.
- 10 de desembre, Praga: Maria Theresia Ahlefeldt, escriptora, pianista i compositora alemanya naturalitzada danesa coneguda per ser la primera compositora de Dinamarca (n. 1755).[13]

- Zúric: Johann Heinrich Egli, músic suís